# Knooppunt (wiskunde)

Een knooppunt of vertex is het punt waar twee lijnstukken bij elkaar komen. In de grafentheorie wordt het ook wel kortweg een knoop genoemd, in de meetkunde spreekt men bijna altijd van hoekpunt. Het meervoud van vertex is vertexen.
In de computergraphics is een knooppunt, of het daar gebruikelijke hoekpunt, een punt op een zekere plaats in de ruimte. Knooppunten komen dus zowel in twee als in drie dimensies voor. Het is een van de basisprincipes van de modellering. De plaats wordt in het algemeen met de {\displaystyle x}-, {\displaystyle y}- en {\displaystyle z}-coördinaten aangeduid. 
Een toepassing is de samengestelde lijn, die bestaat uit een aantal lijnstukken die op elkaar aansluiten. De uiteinden van de lijnstukken zijn de knooppunten. In de figuur zijn die met gekleurde cirkels aangegeven.
Twee knooppunten, twee vertexen samen definiëren een lijnstuk, drie knooppunten een vlak. Er worden aan de knooppunten zelf meestal geen eigenschappen toegekend, maar aan de elementen, die met behulp van de knooppunten worden gedefinieerd, wel, zoals de breedte en de kleur.